# Турбат (Туркестанская область)
Турбат (каз. Тұрбат) — село в Казыгуртском районе Туркестанской области Казахстана. Административный центр Турбатского сельского округа. Находится примерно в 17 км к востоку от районного центра, села Казыгурт. Код КАТО — 514053100.
С 1928 по 1931 год село Турбат являлось районным центром.

## Население
В 1999 году население села составляло 3419 человек (1672 мужчины и 1747 женщин). По данным переписи 2009 года, в селе проживало 4196 человек (2075 мужчин и 2121 женщина).